# 井野英一

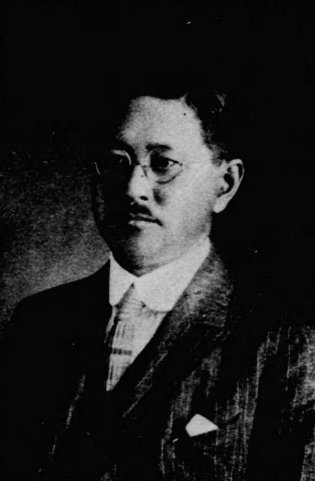
井野英一

井野 英一（いの えいいち、1884年（明治17年）6月24日 – 1944年（昭和19年）1月3日）は、日本の裁判官、満州国最高法院院長・満州国参議府参議。井野碩哉の兄。

## 経歴
東京府豊多摩郡代々幡町（現在の東京都渋谷区）出身。1908年（明治41年）、東京帝国大学法科大学独法科を卒業し、司法官試補として東京地方裁判所に勤務した。1911年（明治44年）に東京地方裁判所判事となり、翌年よりヨーロッパに留学した。帰国後は東京区裁判所検事、同判事、東京地方裁判所部長、大審院判事を歴任した。
1935年（昭和10年）に退官した後は満州国に招かれて、審判官、最高法院次長、特任審判官、最高法院院長を歴任した。院長退任後は参議府参議に任じられた。